# Balosave (Knić)
Balosave (Servisch cyrillisch: Балосаве) is een plaats in de Servische gemeente Knić. De plaats telt 440 inwoners (2002).